# Рождественное (Некрасовский район)
Рождественное — село в Некрасовском районе Ярославской области России. 
В рамках организации местного самоуправления входит в сельское поселение Красный Профинтерн, в рамках административно-территориального устройства — в Боровской сельский округ.

## География
Расположено в 8 км на север от центра поселения посёлка Красный Профинтерн и в 40 километрах к северо-востоку от центра города Ярославля, к северу от озера Искробольское и к северо-западу от озера Великое.

## История
Кирпичная церковь Рождества Пресвятой Богородицы с колокольней в стиле классицизма была построена в 1796 году. Имела боковые престолы Троицкий и Никольский, в трапезной — приделы Боголюбской Богоматери и преподобного Феодора Трихины. 
В конце XIX — начале XX века село входило в состав Петропавловской волости Даниловского уезда Ярославской губернии.
С 1929 года село входило в состав Боровского сельсовета Боровского района, с 1938 года — в составе Некрасовского района, с 2005 года — в составе сельского поселения Красный Профинтерн.

## Население
| 1859 | 1914 | 2002 | 2007 | 2010 |
| ---- | ---- | ---- | ---- | ---- |
| 99   | ↘85  | ↗176 | ↗198 | ↘153 |

Согласно результатам переписи 2002 года, в национальной структуре населения русские составляли 96 % из 176 жителей.

## Достопримечательности
В селе расположена действующая Церковь Рождества Пресвятой Богородицы (1796).